# Forest Lawn Memorial-Parks and Mortuaries
 (juin 2020).
Si vous disposez d'ouvrages ou d'articles de référence ou si vous connaissez des sites web de qualité traitant du thème abordé ici, merci de compléter l'article en donnant les références utiles à sa vérifiabilité et en les liant à la section « Notes et références ».
Forest Lawn Memorial-Parks and Mortuaries est une société chargée de l'administration de cimetières en Californie fondée en 1906. Ses cimetières sont connus pour abriter les sépultures de nombreuses stars hollywoodiennes.

## Cimetières
- Forest Lawn Memorial Park (Glendale)
- Forest Lawn Memorial Park (Hollywood Hills)
- Forest Lawn Cemetery (Cathedral City)
- Forest Lawn – Covina Hills
- Forest Lawn – Cypress
- Forest Lawn Memorial Park (Long Beach)